# Czerneszczyna (rejon iziumski)
Czerneszczyna (ukr. Чернещина) – wieś na Ukrainie, w obwodzie charkowskim, w rejonie iziumskim, w hromadzie Borowa. W 2001 liczyła 619 mieszkańców.